# Забуте село (картина Куїнджі)
«Забуте село» — картина українського художника Архипа Куїнджі, написана у 1873–1874. Перебуває у зібранні Державної Третьяковської галереї, Москва.

## Історія
Сюжет картини був задуманий під час поїздки на південь Росії влітку 1873 року. Того ж року художник розпочав роботу над полотном, а завершив роботу у 1874 році, після повернення з поїздки до Європи.

## Опис
Мистецтвознавець Віталій Манін пише:
Убогість російського села виражена в картині іржавими фарбами. Природа сприйнята тільки у зв'язку з похмурим, розореним буттям людини. Смутне сіре небо, протяжні лінії горизонту і понурий вигляд спорожнілого села — всі тягучі ритми і аскетичний колір картини спрямовані до соціальної інтерпретації теми занедбаного людського життя. Російська дійсність ніби постає в соціальному оголенні. Похмура, безпросвітна реальність.